# Patricio Rodríguez
Patricio Julián Rodríguez, mais conhecido como Patricio Rodríguez, Patito Rodríguez, Pato Rodríguez, ou simplesmente Patito (Quilmes, 4 de maio de 1990), é um futebolista argentino que atua como meia e atacante.
Atualmente joga pelo Bolívar.

## Carreira

### Independiente

#### Categorias de base
Patito chegou no Club Atlético Independiente em 2000, onde permaneceu sete anos jogando nas categorias de base.

#### 2008–09

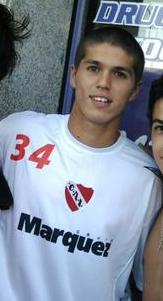
Patito no Independiente em 2008

Em 10 de fevereiro de 2009 estreou oficialmente no time profissional do Independiente em uma derrota para o Lanús por 1-0.
Desde o início, Patricio já apresentava boas atuações, inclusive foi comparado por muitos com o atacante da seleção argentina Sergio Agüero, no sentido de que ambos têm o mesmo estilo de jogo, jogando em posições ofensivas, além de que, os dois vieram do Independiente. Patricio Rodriguez é um jogador muito habilidoso com o drible e com as fintas que faz, além de ter um bom chute com o pé esquerdo, apesar de ser destro.

#### 2009–10
Após a venda de Daniel Montenegro, o técnico Américo Gallego insinuou que era Patricio que deveria vestir a camisa 10 do time, e assim preenchendo a posição deixada pela saída do inspirador capitão.
No dia 30 de agosto, na segunda rodada do Apertura 2009, Patito marcou os seus primeiros 2 gols, o primeiro e segundo com assistência de Leonel Nuñez. O Independiente venceu o Atlético Tucumán por 4-2. Após boas atuações no time, jogou contra o Colón na reabertura do Estádio Libertadores de América, dando uma assistência na vitória por 3-2.

#### 2010–11
Após a saída de Américo Gallego como treinador e a chegada de Daniel Garnero, Patito teve um estilo de jogo mudado pelo novo técnico, a qual exerceu o cargo acrescentando algumas coisas para a posição de atacante. Mais tarde, foi a vez de Antonio Mohamed. O técnico foi o que teve os melhores desempenhos com Patito, e que levou o primeiro título como profissional em sua carreira: a Copa Sul-Americana de 2010, em que Patrick foi uma das figuras da equipe de competição, participando da maioria parte do jogo da segunda partida da final contra o Goiás.
No dia 25 de janeiro de 2011, fez o seu primeiro gol internacional, contra o Deportivo Quito, partida que era válida pela primeira etapa da fase preliminar da Copa Libertadores de 2011, dando a sua equipe o resultado final de 2-0. No Clausura 2011, fez um gol incrível, em que desviou de três defensores e então o goleiro, sendo que este gol foi um dos gols mais bonitos de 2011.

#### 2011–12
No Apertura 2011, Patito passou por uma lesão no joelho direito, sendo que foi se recuperar dessa lesão só na pré-temporada de 2012. O seu primeiro jogo depois da lesão foi no mesmo ano, 2012, estreando com uma vitória histórica contra o rival Racing Club. Em seu último jogo pelo Independiente, fez 2 gols pela última rodada do Clausura 2012 contra o Tigre, em que o jogo terminou em um empate 2-2. Patito saiu do campo aos 82` do segundo tempo e aplaudido pelos torcedores do Independiente. 

### Santos
Depois de atuar por quatro anos como profissional no Independiente, no dia 20 de julho de 2012 acertou com o Santos por U$S 2.5 Milhões. Após três semanas, foi regularizado no dia 10 de agosto, podendo finalmente estrear pelo clube. Na época, recebia cerca de R$ 270 mil mensais. Teve uma boa relação com o principal jogador do Santos (Neymar).
Logo na partida seguinte, contra o Atlético Goianiense, Patito (como já ficou conhecido pela torcida do Santos) estreou entrando no intervalo da partida. Poucos minutos depois, marcou seu primeiro gol pela equipe santista (que perdia por 2 a 0), após rebote do goleiro Márcio.
Ainda pouco à vontade no clube brasileiro graças a Neymar, que fazia a mesma função que Patito no Independiente, no primeiro jogo sem a Fera, negociada com o Barcelona, Muricy Ramalho decidiu escalar o argentino, diante do Botafogo, pelo lado esquerdo, com a camisa 11. No entanto, após má atuação, que se converteu em vitória dos cariocas por 2 a 1 e em sua substituição para a entrada do jovem Gabriel, Patito chegou a discutir com o treinador. Ao atleta: "Numero é igual, mas jogar como Neymar não dá. O Neymar é único. Temos jogadores que não vinham atuando, está faltando ritmo de jogo". Com a chegada dos meninos da base do Santos, foi pouco aproveitado pelo até então técnico, Claudinei Oliveira, chegando inclusive a não ser relacionado para os jogos.

### Estudiantes
No dia 5 de agosto de 2013, foi emprestado para o Estudiantes.

### Retorno ao Santos
O jogador retornou ao clube para a disputa do Campeonato Brasileiro e a Copa do Brasil de 2014.

### Johor Darul Takzim
Em 19 de fevereiro de 2015, o jogador foi emprestado pelo Santos ao time malaio Johor Darul Takzim, onde ficou até novembro de 2015.

### Retorno ao Santos
Em janeiro de 2016 retorna novamente ao Santos, mas deixa o clube no meio da temporada. No total, foram 50 jogos com a camisa do Santos, marcando apenas dois gols.

### AEK
Em julho de 2016, foi apresentado no AEK da Grécia.

### Moreirense
Em 2018, chegou ao Moreirense de Portugal.

### Jorge Wilstermann
Em junho de 2020, foi anunciado pelo Jorge Wilstermann, da Bolívia.

### Bolívar
Em 2022, chega ao Club Bolívar.

## Seleção Argentina

### Sub-17
Rodríguez foi convocado por Miguel Ángel Tojo para jogar a Campeonato Mundial Sub-17 de 2007. Três dias antes de viajar para a Coreia do Sul, ele sentiu fortes dores na virilha esquerda e teve que ser operado, sendo substituído por Nahuel Benítez. O próprio treinador o considerava uma peça fundamental e afirmou:
| “ | La baja de Rodríguez es muy importante. El chico es crack y tiene futuro europeo. | ” |

### Sub-20
No final de 2008, Patricio fez parte da lista dos pré-convocados por Sergio Batista que iriam disputar o Campeonato Sul-Americano Sub-20 de 2009. Na lista final, Batista cortou Patito e seu companheiro de Independiente, Federico Mancuello.

## Estatísticas
Até 25 de fevereiro de 2016.

### Clubes
| Clube              | Temporada         | Campeonato nacional | Campeonato nacional | Campeonato nacional | Copa nacional[a] | Copa nacional[a] | Copa nacional[a] | Competições continentais[b] | Competições continentais[b] | Competições continentais[b] | Outros torneios[c] | Outros torneios[c] | Outros torneios[c] | Total | Total | Total   |
| Clube              | Temporada         | Jogos               | Gols                | Assist.             | Jogos            | Gols             | Assist.          | Jogos                       | Gols                        | Assist.                     | Jogos              | Gols               | Assist.            | Jogos | Gols  | Assist. |
| ------------------ | ----------------- | ------------------- | ------------------- | ------------------- | ---------------- | ---------------- | ---------------- | --------------------------- | --------------------------- | --------------------------- | ------------------ | ------------------ | ------------------ | ----- | ----- | ------- |
| Independiente      | 2007–08           | 8                   | 0                   | 1                   | —                | —                | —                | —                           | —                           | —                           | —                  | —                  | —                  | 8     | 0     | 1       |
| Independiente      | 2008–09           | 11                  | 0                   | 2                   | —                | —                | —                | —                           | —                           | —                           | —                  | —                  | —                  | 11    | 0     | 2       |
| Independiente      | 2009–10           | 28                  | 2                   | 5                   | —                | —                | —                | 8                           | 0                           | 3                           | —                  | —                  | —                  | 36    | 2     | 8       |
| Independiente      | 2010–11           | 28                  | 4                   | 4                   | —                | —                | —                | 16                          | 1                           | 4                           | —                  | —                  | —                  | 44    | 5     | 8       |
| Independiente      | 2011–12           | 21                  | 3                   | 1                   | 0                | 0                | 0                | 1                           | 0                           | 0                           | 1                  | 0                  | 0                  | 23    | 3     | 1       |
| Independiente      | Total             | 96                  | 9                   | 13                  | 0                | 0                | 0                | 25                          | 1                           | 7                           | 1                  | 0                  | 0                  | 122   | 10    | 20      |
| Santos             | 2012              | 20                  | 2                   | 2                   | —                | —                | —                | 2                           | 0                           | 0                           | 1                  | 0                  | 0                  | 23    | 2     | 2       |
| Santos             | 2013              | 2                   | 0                   | 0                   | 3                | 0                | 0                | —                           | —                           | —                           | 11                 | 0                  | 2                  | 16    | 0     | 2       |
| Santos             | Total             | 22                  | 2                   | 2                   | 3                | 0                | 0                | 2                           | 0                           | 0                           | 12                 | 0                  | 2                  | 39    | 2     | 4       |
| Estudiantes        | 2012–13           | 0                   | 0                   | 0                   | 1                | 0                | 0                | —                           | —                           | —                           | —                  | —                  | —                  | 1     | 0     | 0       |
| Estudiantes        | 2013–14           | 27                  | 2                   | 3                   | 0                | 0                | 0                | —                           | —                           | —                           | —                  | —                  | —                  | 27    | 2     | 3       |
| Estudiantes        | Total             | 27                  | 2                   | 3                   | 1                | 0                | 0                | 0                           | 0                           | 0                           | 0                  | 0                  | 0                  | 28    | 2     | 3       |
| Santos             | 2014              | 6                   | 0                   | 1                   | 1                | 0                | 0                | —                           | —                           | —                           | —                  | —                  | —                  | 7     | 0     | 1       |
| Santos             | Total             | 6                   | 0                   | 1                   | 1                | 0                | 0                | 0                           | 0                           | 0                           | 0                  | 0                  | 0                  | 7     | 0     | 1       |
| Johor Darul Takzim | 2015              | 7                   | 1                   | 2                   | 0                | 0                | 0                | —                           | —                           | —                           | —                  | —                  | —                  | 7     | 1     | 2       |
| Johor Darul Takzim | Total             | 7                   | 1                   | 2                   | 0                | 0                | 0                | 0                           | 0                           | 0                           | 0                  | 0                  | 0                  | 7     | 1     | 2       |
| Santos             | 2016              | 0                   | 0                   | 0                   | 0                | 0                | 0                | 0                           | 0                           | 0                           | 4                  | 0                  | 0                  | 4     | 0     | 0       |
| Santos             | Total             | 0                   | 0                   | 0                   | 0                | 0                | 0                | 0                           | 0                           | 0                           | 4                  | 0                  | 0                  | 4     | 0     | 0       |
| Total na carreira  | Total na carreira | 158                 | 14                  | 21                  | 5                | 0                | 0                | 27                          | 1                           | 7                           | 17                 | 0                  | 2                  | 208   | 15    | 30      |

- a. ^ Jogos da Copa Argentina e Copa do Brasil
- b. ^ Jogos da Copa Libertadores da América, Copa Sul-Americana e Recopa Sul-Americana
- c. ^ Jogos da Copa Suruga Bank e Campeonato Paulista

### Seleção Argentina
Abaixo estão listados todos jogos e gols do futebolista pela Seleção Argentina, desde as categorias de base. Abaixo da tabela, clique em expandir para ver a lista detalhada dos jogos de acordo com a categoria selecionada.
Sub-17
| Ano   |       |      |         |       |
| Ano   | Jogos | Gols | Assist. | Média |
| ----- | ----- | ---- | ------- | ----- |
| 2007  | 0     | 0    | 0       | 0     |
| Total | 0     | 0    | 0       | 0     |

Sub-20
| Ano   |       |      |         |       |
| Ano   | Jogos | Gols | Assist. | Média |
| ----- | ----- | ---- | ------- | ----- |
| 2008  | 0     | 0    | 0       | 0     |
| Total | 0     | 0    | 0       | 0     |

Seleção Argentina (total)
| Ano   |       |      |         |       |
| Ano   | Jogos | Gols | Assist. | Média |
| ----- | ----- | ---- | ------- | ----- |
| 2007  | 0     | 0    | 0       | 0     |
| 2008  | 0     | 0    | 0       | 0     |
| Total | 0     | 0    | 0       | 0     |

## Títulos
Independiente
- Copa Sul-Americana: 2010

Santos
- Recopa Sul-Americana: 2012
- Campeonato Paulista: 2016

Johor DT
- Campeonato Malaio: 2015
- Copa da Malásia: 2015